# Кучерів Яр
Ку́черів Яр — село Шахівської сільської громаді Покровського району Донецької області, в Україні. Поблизу села знаходиться заповідна зона Кучерів Яр. Населення за останніми підрахунками сягає 140-150 жителів. Індекс - 85018. 

## Історія
У 1923 році в селі була одна ковальня.

## Відомі люди
- Ф.Г. Мельник - чемпіонка світу і Олімпійських Ігор з метання диска..

## Жертви сталінських репресій
- Проценко Прокіп Олександрович, 1902 року народження, село Гришине Постишевського району Донецької області, українець, освіта початкова, безпартійний. Проживав у радгоспі “Кучерів Яр” Добропільського району Донецької області. Конюх радгоспу. Заарештований 30 липня 1937 року. Засуджений трійкою УНКВС по Донецькій області на 10 років ВТТ. Реабілітований у 1989 році.
- Роговий Петро Петрович, 1907 року народження, хутір Кучерів Яр Добропільського району Донецької області, українець, освіта початкова, безпартійний. Електрозварювальник «Індубуду». Проживав у місті Краматорськ Донецької області, вулиця Белинського, будинок № 54. Заарештований 3 грудня 1937 року. Трійкою УНКВС по Донецькій області 7 грудня 1937 року засуджений до розстрілу. Даних про виконання вироку немає. Реабілітований у 1989 році.
- Сискевич Микола Іванович, 1890 року народження, село Комарцеве Чорнявського району Курської області, росіянин, освіта початкова, безпартійний. Проживав у селі Кучерів Яр Добропільського району Донецької області.  Обліковець маслозаводу. Заарештований 11 березня 1938 року. Засуджений трійкою УНКВС по Донецькій області до розстрілу. Даних про виконання вироку немає. Реабілітований у 1989 році.

## Підприємства
ТОВ Агрофірма "Каравай"